# Jason Mraz
Jason Mraz, (Mechanicsville, Virginia, USA, 1977. június 23. –) amerikai énekes. Cseh gyökerekkel rendelkezik, nagyapja 1915-ben költözött az Amerikai Egyesült Államokba.
Jason Mraz, énekes/dalszerző Mechanicsville-ből (VA), ahol a Dave Matthews Band rajongója volt. A Lee-Davis középiskolában tanult. Egy ideig a Longwood University-re járt, aztán egy kis ideig dolgozott, majd New Yorkban a Dramatic Akadémián tanult zenét.
New York után visszatért Virginiába, később 1999-ben letelepedett San Diegóban. Mraz elkezdett helyi szórakozóhelyeken játszani. Találkozott Noel Toca Rivera dobossal és elkezdtek együtt zenélni, Mraz akusztikus gitáron, Rivera djembe-en. A következő két év folyamán Mraz felhívta magára a Los Angelesi lemezkiadók figyelmét.
2002 elején leszerződött az Elektra Recordshoz és visszatért Virginiába, hogy felvegye bemutatkozó albumát amelyen John Alagía (a Dave Matthews Band, John Mayer) producerrel dolgozott együtt. A sok munka meghozta gyümölcsét 2002 novemberében megjelent lemeze "Waiting for My Rocket to Come" címmel. Ez a lemez elegyítette a Mrazra korábban ható zenei stílusokat, többek között a:country,
roots rock, the poeticism of coffeehouse folk, elements of jazz, és hiphopot.
A boltokba került első maxi lemeze a "Remedy [I Won't Worry]". 2004-ben megjelent "Tonight, Not Again" koncertlemeze. Majd 2005-ben megjelent második stúdióalbuma a MR.AZ. 2006 márciusában fellépett Szingapúrban egy zenés fesztiválon, májusban az USA-ban, az Egyesült Királyságban és Írországban is turnézott. A turné tartalmazott egy május 6-ai akusztikus koncertet is.
A turné zenei anyagából kiadtak egy koncertlemezt melynek címe "Selections for Friends". 2007-ben fellépett a "Geek in the Pink"-kel ami sok letöltést hozott az amerikai iTunesnál. 2008-ban Mraz kiadta a harmadik stúdióalbumát a "We Sing, We Dance, We Steal Things"-t.

## Zenei karrierje
Első albumba a 2002-ben megjelent Waiting for My Rocket to Come volt. A 2005-ben kiadott Mr. A–Z, című lemezéből százezer fölötti másolat készült az Amerikai Egyesült Államokban. 2008-ban jelent meg a We Sing. We Dance. We Steal Things.. című albuma, mely a harmadik helyen debütált a Billboard 200-on, valamint több nemzetközi listán az első tízben szerepelt.

## Diszkográfia
Nagylemezek
- Waiting for My Rocket to Come (2002)
- Mr. A–Z (2005)
- We Sing. We Dance. We Steal Things. (2008)
- Love Is a Four Letter Word (2012)
- Yes! (2014)
- Know. (2018)